# Giovanni Bongiorni
Giovanni Bongiorni (Pisa, 8 luglio 1956) è un ex velocista italiano.
È frazionista e primatista italiano della staffetta 4×400 metri con il tempo di 3'01"37 stabilito il 31 agosto 1986 in occasione dei Campionati europei di Stoccarda.

## Biografia
Tra il 1976 e il 1986 ha collezionato 35 maglie azzurre, partecipando ad una edizione dei Giochi olimpici, 4º in finale con la staffetta 4×100 metri alle Olimpiadi di Los Angeles 1984, ed una dei Campionati europei.
Campione italiano dei 200 metri piani nel 1981, è attualmente professore presso il corso di laurea in Scienze motorie dell'Università di Pisa e di educazione fisica all'istituto tecnico industriale "Leonardo da Vinci"  di Pisa.
Sua figlia Anna, è anche lei atleta sui 100 m e 200 m ed ha vinto la medaglia di bronzo ai Giochi olimpici giovanili del 2010 a Singapore.

## Record nazionali

### Seniores
- Staffetta 4×200 metri: 1'21"10 ( Cagliari, 29 settembre 1983)  (Stefano Tilli, Carlo Simionato, Giovanni Bongiorni, Pietro Mennea)
- Staffetta 4×400 metri: 3'01"37 ( Stoccarda, 31 agosto 1986) (Giovanni Bongiorni, Vito Petrella, Mauro Zuliani, Roberto Ribaud)
- Staffetta 4×200 metri indoor: 1'22"32 ( Torino, 11 febbraio 1984) (Pierfrancesco Pavoni, Stefano Tilli, Giovanni Bongiorni, Carlo Simionato)

## Palmarès
| Anno | Manifestazione  | Sede        | Evento      | Risultato | Prestazione | Note |
| ---- | --------------- | ----------- | ----------- | --------- | ----------- | ---- |
| 1982 | Europei         | Atene       | 4×100 metri | 4º        | 38"96       |      |
| 1984 | Europei indoor  | Göteborg    | 200 metri   | Bronzo    | 21"48       |      |
| 1984 | Giochi olimpici | Los Angeles | 4×100 metri | 4º        | 38"87       |      |

## Campionati nazionali
1986
- Argento ai campionati italiani assoluti, 200 m piani - 20"91
- Oro ai campionati italiani assoluti, staffetta 4x400 m - 3'06"13

## Altre competizioni internazionali
1983
- Oro in Coppa Europa ( Londra), 4×100 metri - 38"86